# Aja Onoe
Aja Onoe (v kaně: 尾上彩, * 20. září 1995, Kawaguči, Prefektura Saitama) je japonská reprezentantka ve sportovním lezení, mistryně Asie a juniorská mistryně světa v lezení na obtížnost, vicemistryně Asie v boulderingu.

## Výkony a ocenění
V letech 2011-2017 byla semifinalistkou většiny závodů světového poháru v lezení na obtížnost i v boulderingu kterých se účastnila, 2x a 4x se dostala také do finále, ale nezískala zde žádnou medaili (nejlépe 4. v boulderingu).
- 2016 nominace na Světové hry 2017 v polské Vratislavi za 2. místo na mistrovství Asie v boulderingu
- 2017: mistryně a vicemistryně Asie
- 2017: nominace na prestižní mezinárodní závody Rock Mster v italském Arcu

### Závodní výsledky
| Světové hry | Světové hry |
| Rok         | 2017        |
| ----------- | ----------- |
| Bouldering  | 8           |

| Arco Rock Master | Arco Rock Master |
| Rok              | 2017             |
| ---------------- | ---------------- |
| Bouldering       | 5                |

| Mistrovství světa | Mistrovství světa |
| Rok               | 2016              |
| ----------------- | ----------------- |
| Bouldering        | 25-26             |

| Světový pohár | Světový pohár | Světový pohár  | Světový pohár    | Světový pohár           | Světový pohár | Světový pohár    | Světový pohár      | Světový pohár |
| Rok           | 2011          | 2012           | 2013             | 2014                    | 2015          | 2016             | 2017               | 2018          |
| ------------- | ------------- | -------------- | ---------------- | ----------------------- | ------------- | ---------------- | ------------------ | ------------- |
| Obtížnost     |               | x              | x                | x                       | x             | x                | —                  |               |
| jednotlivě*   | ,20,32,       | ,16,14, 23,28, | ,13,15,          | ,10,7, 13,              | ,23,8,        | ,15,             | —                  |               |
|               |               |                |                  |                         |               |                  |                    |               |
| Bouldering    | —             | —              | x                | x                       | x             | x                | 10                 | probíhá       |
| jednotlivě*   | —             | —              | ,12,10, 11,6,19, | ,12,12,15,18, 19,29,12, | ,22,4, 13,9,  | ,39,16, 14,9,25, | ,6,11,12, 5,21,35, | ,35,59, 11,   |
|               |               |                |                  |                         |               |                  |                    |               |
| Kombinace     | —             | —              | x                | x                       | x             | 9                | —                  |               |

* poznámka: nalevo jsou poslední závody v roce
| Mistrovství Asie | Mistrovství Asie | Mistrovství Asie |
| Rok              | 2016             | 2017             |
| ---------------- | ---------------- | ---------------- |
| Obtížnost        | —                | 1                |
| Rychlost         | —                | 24               |
| Bouldering       | 2                | 2                |

| Mistrovství světa juniorů | Mistrovství světa juniorů | Mistrovství světa juniorů | Mistrovství světa juniorů | Mistrovství světa juniorů | Mistrovství světa juniorů | Mistrovství světa juniorů |
| Rok                       | 2009 kat. B               | 2010 kat. B               | 2011 kat. A               | 2012 kat. A               | 2013 juniorky             | 2014 juniorky             |
| ------------------------- | ------------------------- | ------------------------- | ------------------------- | ------------------------- | ------------------------- | ------------------------- |
| Obtížnost                 | 5                         | 14                        | 11                        | 7                         | 6                         | 1                         |

| Mistrovství Asie juniorů | Mistrovství Asie juniorů |
| Rok                      | 2011 kat. A              |
| ------------------------ | ------------------------ |
| Obtížnost                | 5                        |